# Aisha Al-Manoubya
Aisha Al-Manoubya (arabiska: عائشة المنوبية), född 1199 i Manouba i Ifriqiya (dagens Tunisien), död 1267 i Tunis, är ett sufiskt helgon med hederstiteln Al-Saida (helgon/sankt) Lella (vår/min fru). Hon är ett av de fyra helgon som vakar över staden Tunis.
Manoubia föddes i en familj på landet och lärde sig läsa koranen på arabiska av sin far som var en religiös man och imam. Hon var en duktig elev och intresserad av andlighet, men fick kritik för det i byn. Hon bestämde sig för att avstå från det traditionella familjelivet och flyttade till Tunis för att slippa gifta sig.
Den inflytelserike sufiern Abu al-Hasan al-Shadhili blev hennes andliga mentor och trots att hon var kvinna blev hon en ledande religiös figur i lokalsamhället. Hon följde med sin mentor på hans resor och predikade i moskéer. Hon gav också fattiga kvinnor arbete och hjälpte änkor med deras ekonomi. Hon sägs också ha köpt tunisiska slavar, som skulle sändas till Italien, för att släppa dem fria.

## Eftermäle
Efter Manoubias död blev hennes bostad i västra Tunis ett mausoleum och tempel. Det brändes ned av radikala salafister år 2012 men har byggts upp igen.

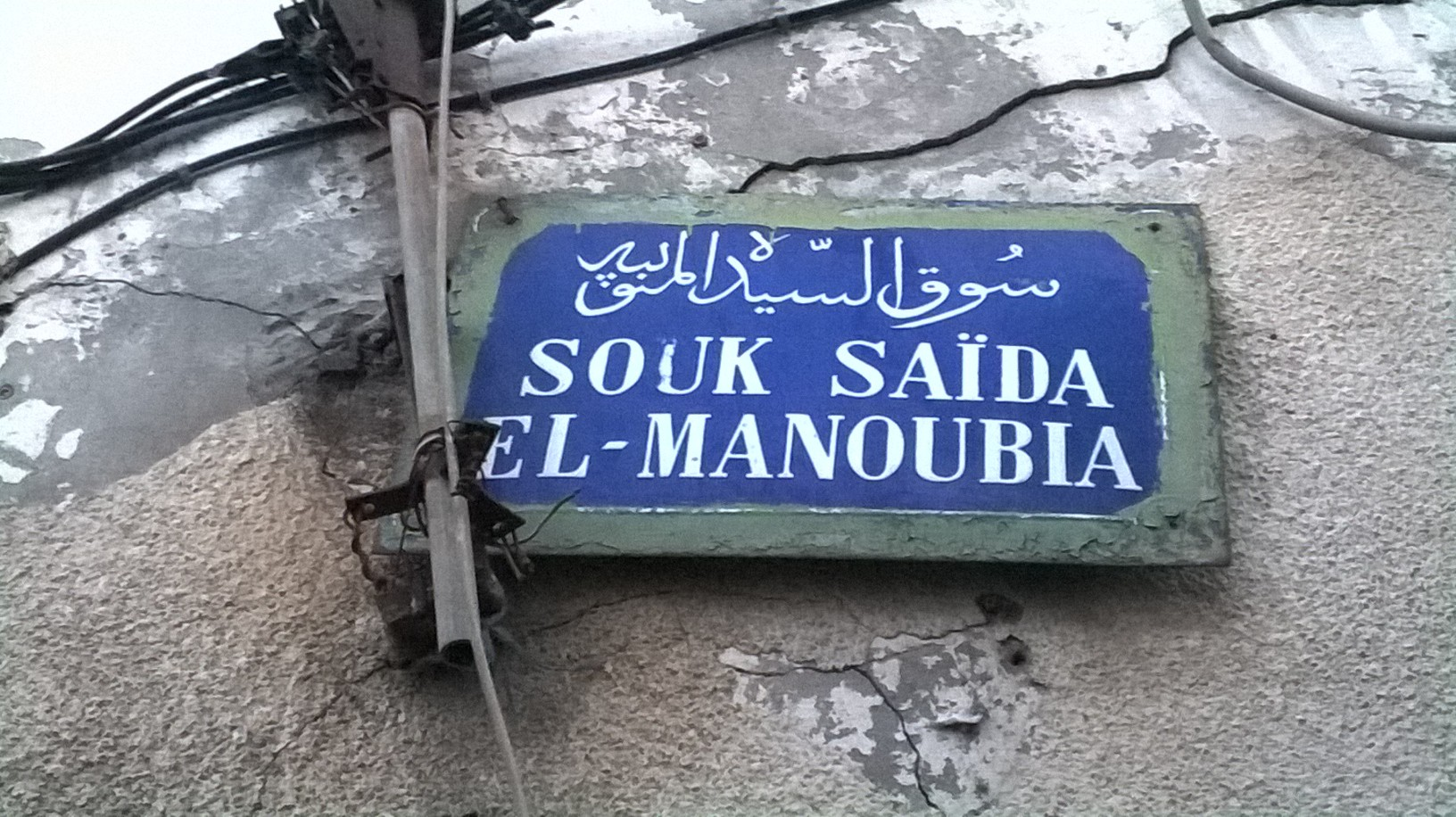
Skylt till souken som har uppkallats efter Aisha Al-Manoubya.

En souk i den gamla delen av Tunis, Souk Saïda el-Manoubia, har uppkallats efter Aisha Al-Manoubya.
Templet i Tunis besöks dagligen av hundratals kvinnor som sjunger religiösa hymner och skriver sitt namn på väggarna för att få Manoubias välsignelse. Fattiga och hemlösa kvinnor söker sin tillflykt i templet som alltid är öppet. En gång i veckan dansar kvinnliga sufier i templet och utför sufiska ritualer.